# Laothoe
Laothoe is een geslacht van vlinders uit de onderfamilie Smerinthinae van de familie pijlstaarten (Sphingidae).

## Soorten
- Laothoe amurensis (Staudinger, 1892)
- Laothoe austauti (Staudinger, 1877)
- Laothoe brunnea Huard, 1928
- Laothoe philerema (Djakonov, 1923)
- Laothoe populi (Linnaeus, 1758) – Populierenpijlstaart